# 關西電視台
株式會社關西電視放送（日语：／ Kansai Terebi Hōsō */?），通稱關西電視台（関西テレビ），簡稱「KTV」、，是日本一家總部位於大阪府大阪市北區的電視台。關西電視台以近畿廣域圈（大阪府、京都府、兵庫縣、滋賀縣、奈良縣、和歌山縣）為播送範圍，但在播送區域外的德島縣等地亦能接收到關西電視台的訊號。關西電視台的識別呼號是JODX-DTV，遙控器號碼是8頻道。關西電視台是富士電視台聯播網（FNS、FNN）成員與準核心局，也是富士電視台系列第二家開播的電視台。雖然富士媒體控股是關西電視台最大股東，但關西電視台並非富士產經集團成員。

## 歷史

### 開播至1970年代
1952年郵政省發布東京、大阪、名古屋三地的第一次頻道計劃時，由產業經濟新聞社發起設立的「大阪電視」（テレビ大阪，並非現在的大阪電視台），以及京都放送、神戶放送均曾申請獲得大阪地區的電視執照。但大阪地區的電視執照後由朝日放送及新日本放送（現每日放送）合組的大阪電視放送獲得:36。此後在郵政省再次釋出新頻道時，產業經濟新聞社和阪急電鐵以「關西電視放送」（日语：関西テレビ放送）的名義申請電視執照；京都放送和神戶放送以「近畿電視台」（近畿テレビ）名義申請電視執照:37。兩者在1957年6月統合為「大關西電視放送」（大関西テレビジョン放送），並在同年7月8日獲得電視執照:37。1958年2月1日，大關西電視放送正式成立，並在同年7月更改公司名為「關西電視台」（関西テレビ放送）。隨著訊號發射站在這一年9月、總部大樓在10月竣工，關西電視台開播的條件已經成熟:38。
1958年11月22日16時30分，關西電視台正式開播，播出的第一個節目是時長一個半小時的《這就是廣告》（これがコマーシャルだ），介紹了關西電視台概況以及自東西屋開始至廣播電視廣告的廣告歷史:34-35。開播當日晚間則轉播了在梅田劇場舉辦的開播紀念公演，以及電影和新聞節目:9-10。在開播之初，由於關西電視台並未加入任何聯播網，因此除了新聞之外，關西電視台95%的節目都是自製:39。直到同年12月東海電視台及翌年3月富士電視台及九州朝日放送開播之後，關西電視台才算是有了聯播網的支撐，得以減少自製節目以節約成本，自製節目比例也降低至約40%:39。關西電視台還參與了1959年皇太子（現上皇）明仁和正田美智子的婚禮轉播，這場婚禮也成為電視機在日本家庭普及的一大契機:14。關西電視台還在這一年實現了日本民營電視界首次自海底播出的節目，並因此獲得民放大會賞:15-16。

關西電視台舊商標，由早川良雄設計，外觀概念取自於關西電視台的頻道號碼「8」頻道

因阪急電鐵是關西電視台主要股東之一，寶塚歌劇遂成為關西電視台初期重要的節目資源:15。1961年，關西電視台的黃金時段平均收視率達16.3%，首次獲得關西地區收視第一:20。隨著日本經濟高速發展令電視廣告費亦快速增長，關西電視台的廣告收入亦迅速增加。1959年，關西電視台開播翌年實現扭虧為盈:22，並在1967年實現了債務清零，在1968年10月首次登上大阪民營四台中營業收益首位:59。關西電視台的節目製作能力在這一時期亦同步提高，1967年播出的電視劇《烏龍麵》（うどん）大結局創下49.3%的收視率記錄:64，也是關西電視台迄今除了體育賽事轉播之外的最高收視率記錄:30。1964年9月，關西電視台播出了第一個彩色節目《霹靂艇》:68，並在1967年播出了第一部彩色製作的電視劇:33。1969年，關西電視台實現黃金時段60%節目彩色化，並在翌年11月實現黃金時段節目全部彩色化:69。關西電視台了派出了30人參與1964年東京奧運會採訪活動，並使用彩色電視轉播部分賽事:53。1969年，富士電視網（FNS）正式成立，關西電視台是四家常任理事社之一（另外三家是富士電視台、東海電視台、西日本電視台），在聯播網內有重要地位:73。關西電視台還是日本民營電視台中率先開始使用事務用電腦的電視台，在1962年開始就使用電腦用於進行工資計算等業務:94。1978年，關西電視台迎來開播20週年。這一時期的關西電視台在技術和國際交流領域取得新成就。1979年，關西電視台開始播出立體聲節目:61。在1978年及1981年，關西電視台還曾邀請傑拉德·福特和吉米·卡特兩位美國前總統訪日:119-123。

### 收視率三冠王

關西電視台舊商標標準字體

1980年代後，隨著富士電視台的收視率迎來躍進，關西電視台也進入了一個收視高峰。1983年，關西電視台首次獲得晚間黃金時段（19點至22點）及19點至23點時段的收視冠軍:28。1985年，關西電視台又進一步獲得黃金時段、晚間時段、全日三個時段的收視率三冠王，並維持這一桂冠至1994年:28。關西電視台的廣告收入也伴隨收視率提高而大幅增加。1985年度，關西電視台的營業收入達到369億日元，實現日均營業額超過1億日元:61。關西電視台亦積極開拓電視以外的新領域，在1986年製作了第一部電影《首都消失》:70。1988年，關西電視台在開播30週年之際，製作播出了《古都》、《中亞大紀行》等特別節目:73。
1991年度，適逢日本泡沫經濟頂峰，關西電視台創下營業收入617億日元，經常利益98億日元的紀錄:81。在業績上佳、既有總部空間不足，以及讀賣電視台、每日放送相繼遷入新總部的背景下，關西電視台亦在1994年發布了建設新總部的計劃:82。由於大阪市內缺乏適合的大面積空地，關西電視台決定通過參與大阪市政府的扇町公園再開發計劃，以土地信託方式獲得新總部建設用地:82。1991年，關西電視台在東京亦設置了攝影棚，以便於藝人在東京就能收錄關西電視台的節目，提高節目製作能力:89。
1995年，關西電視台在收視率三冠王項目中僅獲得了黃金時段一項冠軍，三冠王記錄止步於10年。自1996年度開始，讀賣電視台取代關西電視台，連年獲得收視率三冠王，且這一局面和關東地方日本電視台獲得收視三冠王完全相同，顯示關西地區的收視競爭已從各台之間的競爭演變為聯播網之間的競爭:130。此外，關西電視台在1995年11月22日開設了官方網站，是日本電視界中較早開設官網的電視台:152。

### 搬遷至扇町之後
1997年3月，關西電視台扇町新總部竣工。4月開始，關西電視台各部門陸續開始搬遷進入新總部，並從9月29日開始正式從新總部發射訊號:126-128。為應對多頻道時代，關西電視台在1998年開播衛星電視頻道關西電視台京都頻道，專門播出和京都歷史、文化有關的節目:120。2003年，關西電視台開始播出數位電視訊號:160。至2007年時，關西電視台的數位訊號已經覆蓋播出範圍內91.1%的家庭:161。
2001年4月，關西電視台進行了全日37%、晚間時段57.3%、黃金時段62.7%的節目大改編，意圖奪回收視率三冠王:177。2003年度，關西電視台迎來開播45週年。這一年在富士電視台收視率回升的背景下，關西電視台時隔10年再次獲得收視率三冠王:177。關西電視台還在2003年舉辦了一系列開播45週年慶祝活動，包括邀請義大利第里雅斯特歌劇團來日演出:196。2007年，關西電視台被爆出《發掘！真有其事大百科II》造假，媒體信譽及形象受到嚴重損害，一度被日本民間放送聯盟開除（後述）:204。
2008年，關西電視台重新加入日本民間放送聯盟:204。這一時期由於日本經濟蕭條，關西電視台也陷入經營困境。2008年度上半年，關西電視台錄得開播以來首次赤字財報:206。在這一嚴峻局面下，關西電視台決定關閉京都頻道，將經營資源集中在無線電視:206。伴隨著日本全國在2011年7月24日停止播出類比電視訊號（東日本大震災重災區岩手、宮城、福島三縣除外），關西電視台也從2011年開始完全進入數位電視時代。2015年，關西電視台更換了新商標，並啟用歌手槇原敬之歌曲《超越。》作為台歌，對電視台形象進行了全面刷新。2018年，關西電視台加入核心局各台創辦的隨選視訊服務TVer，強化其電視節目在網路上的播出。2010年代，關西電視台雖受核心局富士電視台收視低迷的影響，在關西民營各台中層一度居於收視第四位。但2019年開始，關西電視台的收視率已出現回升傾向。

## 節目

### 新聞及資訊節目

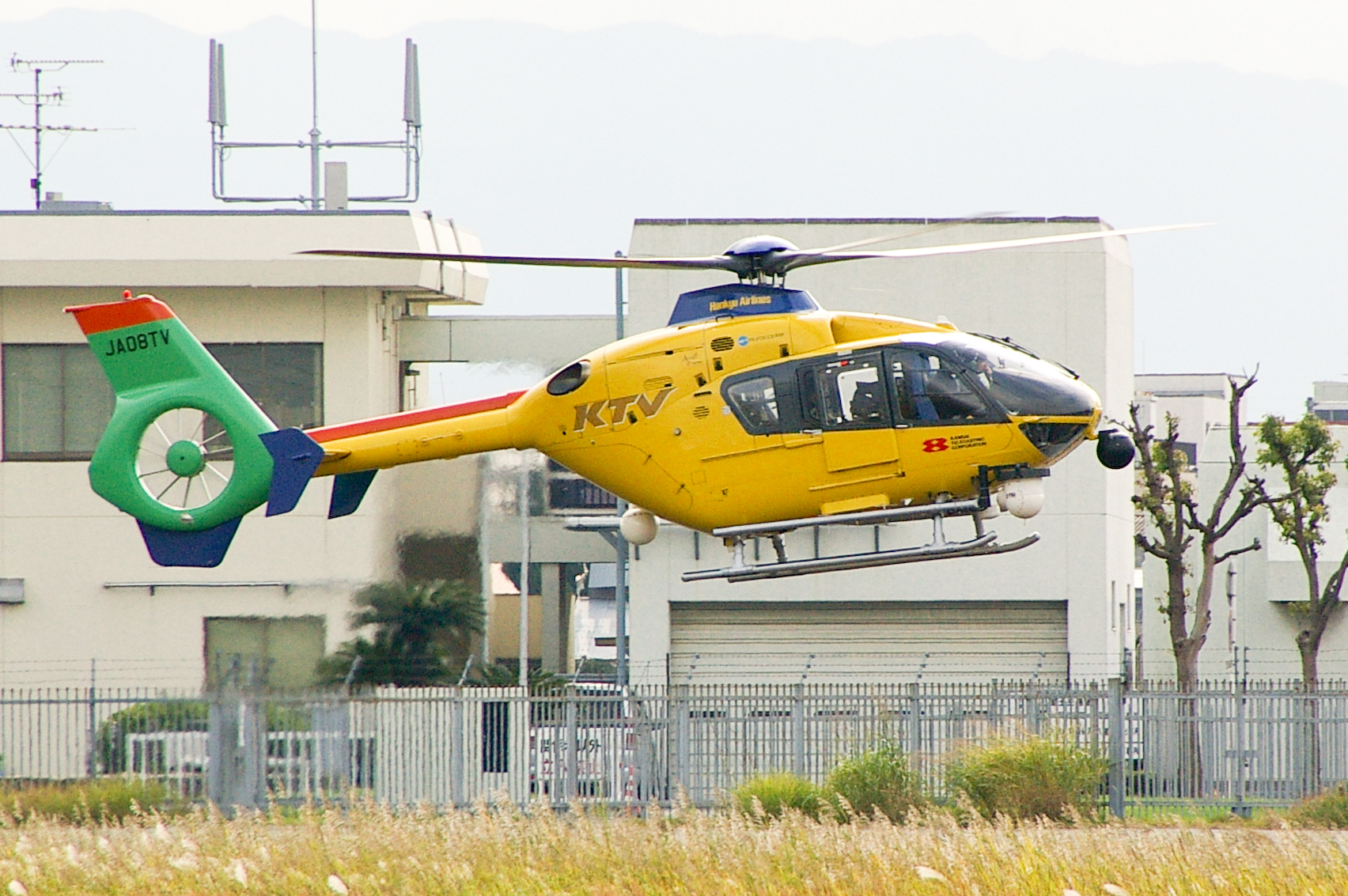
關西電視台的新聞取材直升機

1961年，關西電視台將報道課升格為報道局，加強新聞取材體制:24。在1970年世界博覽會時，關西電視台在會期中播出特別節目，在富士新聞網（FNN）的採訪體制中發揮核心作用:40。1974年關西電視台新館竣工後，在3層設在新聞專用攝影棚，令關西電視台的新聞節目製作能力有飛躍性提高:102。關西電視台在1986年的余部鐵橋事件中搶先播出列車起火的震撼畫面，獲得這一年的FNN新聞大賞:69。1989年，關西電視台導入了衛星新聞轉播（SNG）設備，使得在通訊環境惡劣地區進行新聞轉播成為可能:102-104。1991年，關西電視台完成了新的新聞攝影棚，面積有200平方公尺，相當於舊攝影棚的3倍:100-101。1995年阪神·淡路大地震時，關西電視台在地震當天6時21分將地震新聞通過聯播網在日本全國播出:227，並在地震後播出了連續38小時的新聞特別節目:230。
1978年，關西電視台在傍晚開播大型地方新聞節目《630冲击波》，播出過能否在道頓堀釣到魚等引發熱議的專題:105，並直播三菱銀行人質事件這一重大社會新聞:106。關西電視台傍晚新聞節目《600冲击波》在1990年首度獲得關西各台傍晚新聞收視第一，並在1993年3月15日創下15.4%的收視率紀錄:104。1990年代中後期，關西電視台的傍晚新聞節目收視率陷入低迷，在民營各台中處於爭奪第三位的位置。對此關西電視台決定提前傍晚新聞的播出時間，並在1998年將傍晚新聞改名為《FNN超級新聞關西》:139，在2001年更將播出時間延長為2小時:184。2006年，關西電視台將傍晚新聞改版為《FNN超級新聞ANCHOR》，山本浩之時隔8年半再次擔當關西電視台傍晚新聞的主持:184。2015年，伴隨頻道形象全面改版，關西電視台在傍晚開播《傍晚LIVE Wonder》，但因收視率低迷，該節目在播出兩年後就被停播。現在關西電視台的傍晚新聞節目《新闻快递》強化了新聞色彩，收視率也有明顯回升。
關西電視台在1980年代初期注重新聞國際化，在1980年設立了其第一個海外支局羅馬支局、1981年設立了新加坡支局、1982年設立了日內瓦支局，在富士新聞網（FNN）的海外取材網中發揮重要作用:118。上述三個支局在2000年至2001年時因削減經費和國際新聞熱點的變化而關閉:142。1995年，關西電視台開設了其第四個海外支局上海支局，也是其現在唯一的海外據點:142。此外，關西電視台在FNN巴黎支局亦派有記者:142。
自1997年的《Super Night》開始，富士電視系聯播網週日晚間的資訊節目由關西電視台和富士電視台共同製作:133。現在這一時段播出的資訊節目是由關西著名資訊節目主持人宮根誠司及富士電視台主播三田友梨佳主持的《Mr.Sunday》。

### 綜藝節目
關西電視台自開台以來就在富士電視系聯播網的節目製作中有重要地位。富士電視台開播初期最具代表性的清談節目《明星一千零一夜》每週6期節目中，有1期是關西電視台製作:20。1973年開始播出《拳打DE約會》在開播之後迅速取得高收視，並得以從關西的地方節目升格為在週日晚間播出的全國節目，在1975年更獲得民放聯賞電視娛樂節目部門的優秀賞，成為關西電視台在1970年代最具代表性的綜藝節目，並創下過44.9%的收視率記錄:90。該節目共播出587集，在日本清談節目史上佔據一席之地:90。同樣於1970年代中期開始播出的《敲門無用!》在主婦觀眾之間有很高人氣，是播出達22年9個月，累積集數1,154集的長壽節目:51。自1995年開始播出的《快傑惠美頻道》由關西重量級女藝人上沼惠美子播出長達25年，是具有濃郁關西色彩的脫口秀節目:131。
關西電視台自1979年開始播出的《花王名人劇場》則是1980年代日本漫才熱潮的引領者之一，從該節目中誕生了眾多知名漫才師組合:128。《花王名人劇場》的後繼節目《三枝爆笑美女對談》也是獲得民放聯電視娛樂節目部門優秀賞肯定的節目:62。1985年開始播出的明石家秋刀魚冠名節目《さんまのまんま》是連續播出超過31年的關西電視台的標誌性清談節目，收視率曾長期穩定超過20%:62-63。富士電視台系列在1980至90年代之交的熱門綜藝節目中，相親節目《隧道紅鯨團》、清談節目《爆笑診所》等節目都是關西電視台製作:96-97。此外，SMAP×SMAP等富士電視系的招牌節目是由關西電視台和富士電視台共同製作:130。

### 電視劇
在1950年代末期，受到TBS電視劇我想成為貝殼獲得藝術祭文部大臣賞的刺激，關西電視台亦製作了眾多社會文藝路線的電視劇，並且其中的《來自青春的深淵》（青春の深き淵より）和《御寮人先生》（御寮人さん）兩部作品獲得了藝術祭賞的肯定:16-17。此後關西電視台實現了藝術祭三年連續得獎的好成績:18。
富士電視台聯播網週二晚間10點電視劇（「火10」）曾長期是關西電視台製作的面向日本全國播出的電視劇。自1966年開始播出的《根性系列》（ど根性シリーズ）是關西電視台開播初期的代表連續劇作品，其第二部作品《烏龍麵》（うどん）在關西地區創下32.3%的平均收視率記錄:32。1973年開始播出的《厲害的男人》以專門商社山善創業者山本猛夫的故事為原型，在播出後第一週就取得25.2%的超高收視率，成為播出長達3年半，共181集的現象級節目，亦是當時富士電視網（FNS）的支柱節目之一:88。該節目還是大熱電視劇《半澤直樹》的原型之一
1990年代後期，關西電視台製作的草彅剛主演作品《新新好男人》及反町隆史主演作品《麻辣教師GTO》均是平均收視率超過20%，引發社會現象的成功作品:130-131。進入新世紀後，「火10」仍播出了多部大熱電視劇，包括草彅剛主演的《我系列三部曲》、阿部寬主演的《不能結婚的男人》、篠原涼子主演的《Unfair》、稲垣吾郎主演的《愛上醜女的眼睛》等作品均取得收視佳績:179，《白色榮光》則實現系列化，迄今已製作四部作品。2016年10月開始，「火10」提前1個小時，改在週二晚間9點播出。

### 體育節目

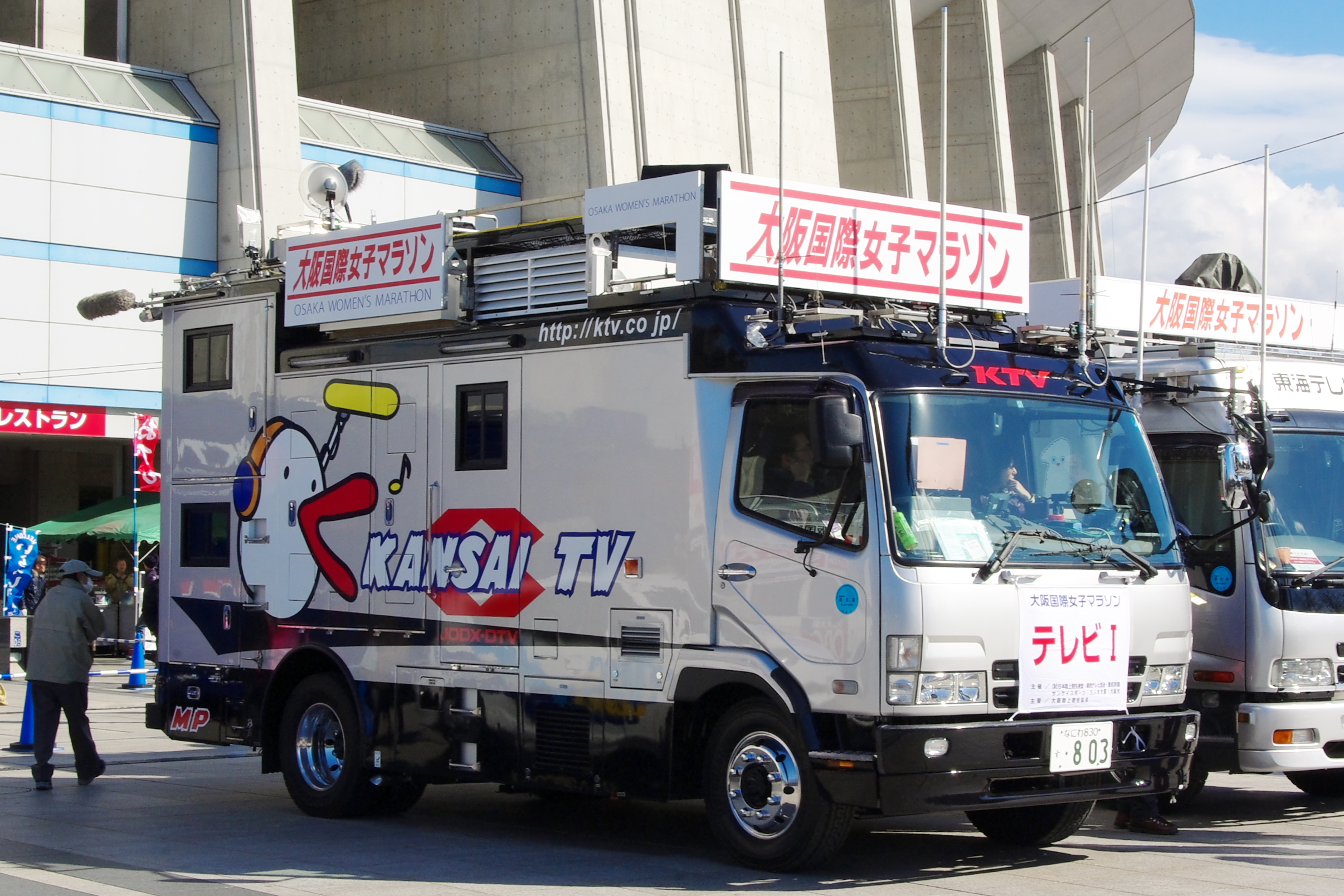
關西電視台轉播車在轉播大阪女子馬拉松

關西電視台在開播之初承擔了富士電視台系列大相撲轉播的主要業務:25。開播翌年，關西電視台開始轉播日本職棒阪急勇士隊的比賽:37-38。然而由於阪急勇士成績欠佳，關西電視台一度改以轉播讀賣巨人的比賽為主:38。直到1967年阪急勇士奪得日本冠軍時，關西電視台的棒球轉播才再次以阪急隊為中心，並實現了開播以來首次彩色體育賽事轉播:38。1985年，關西電視台轉播的阪神虎對養樂多燕子的比賽創下56.7%的開播以來最高收視紀錄:67。
賽馬轉播亦是關西電視台的傳統節目之一。關西電視台自1959年以來就堅持轉播日本中央競馬會賽事，杉本清、馬場鐵志等關西電視台出身主播的轉播及解說水準在賽馬愛好者界享有高評價:38-39。關西電視台還是大阪國際女子馬拉松的主辦單位之一:124-125。

### 動畫節目
1973年，關西電視台製作的《英勇無敵號》曾在日本全國播出，但和大阪的另外三家準核心局相比，關西電視台製作的動畫節目要少得多。自2010年代開始，關西電視台參與製作了《重啟咲良田》、《刀劍亂舞》等深夜動畫節目的製作，並舉辦了動畫關聯的大型活動。

## 攝影棚

### 西天滿舊總部

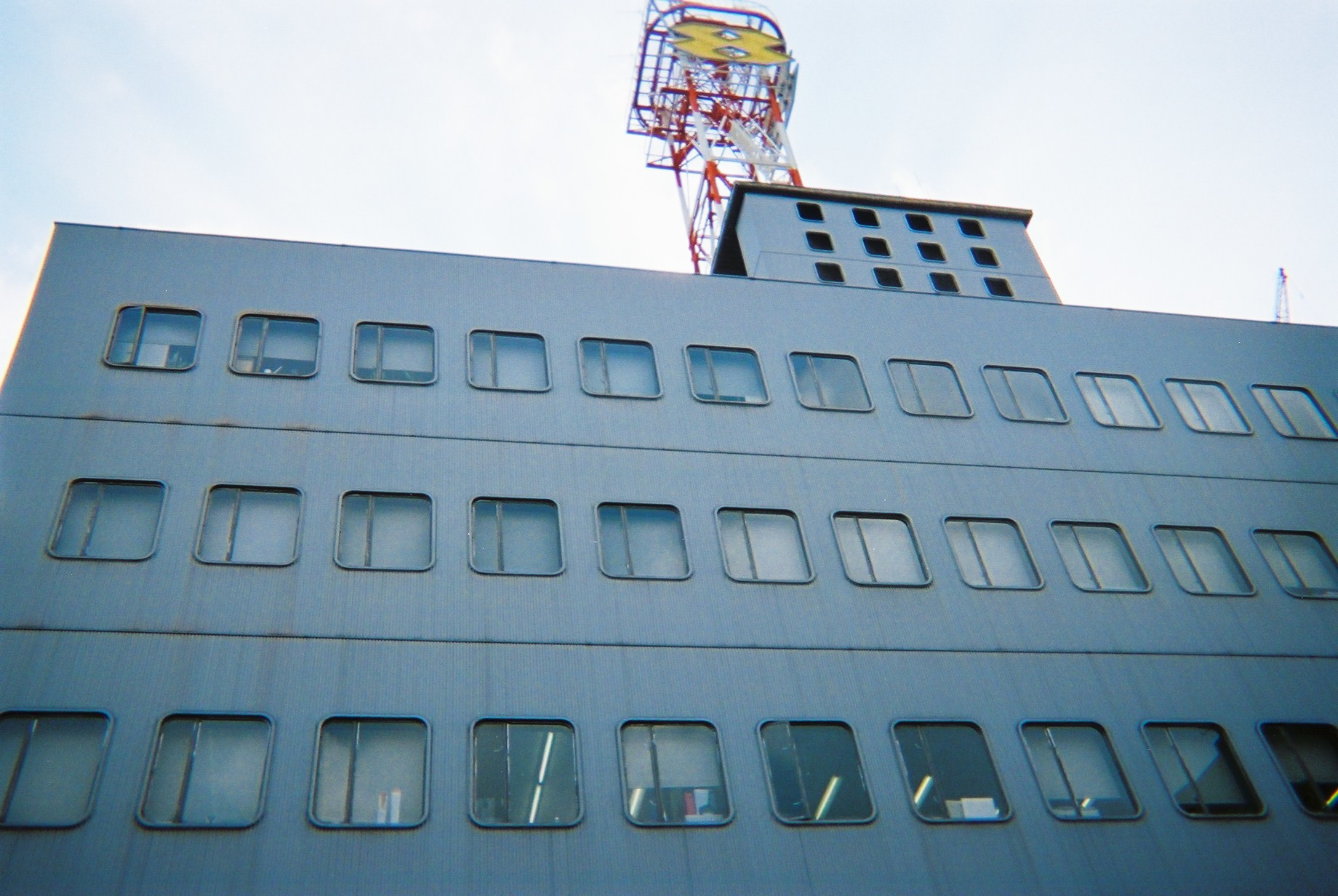
關西電視台舊總部，現已拆除

關西電視台開播時的總部位於大阪府大阪市北區西天滿6丁目5番17號，由三座建築構成:30。1958年10月10日，西天滿總部的本館大樓竣工。這座大樓地下有1層，地上有5層，總樓面面積約有9,876平方公尺:30。該建築共有4個攝影棚，其中第一攝影棚面積達420平方公尺，在當時的關西各台中排名第一:8。隨著本館面積逐漸不敷衍使用，關西電視台了在本館南側停車場修建新館，於1972年6月1日竣工。該建築地下有2層，地上有8層，總樓面面積約5,500平方公尺:30。報道局、報道攝影棚，食堂等部門在新館辦公:98。1986年3月3日，西天滿總部北館竣工，其地下有1層，地上部分有8層，總樓面面積2,912平方公尺:30。館內設有映像資料室、醫務室、娛樂室等部門:145。在關西電視台搬遷至扇町之後，西天滿舊總部大樓曾作為辦公樓對外出租，但現已被拆除:129。

### 扇町總部

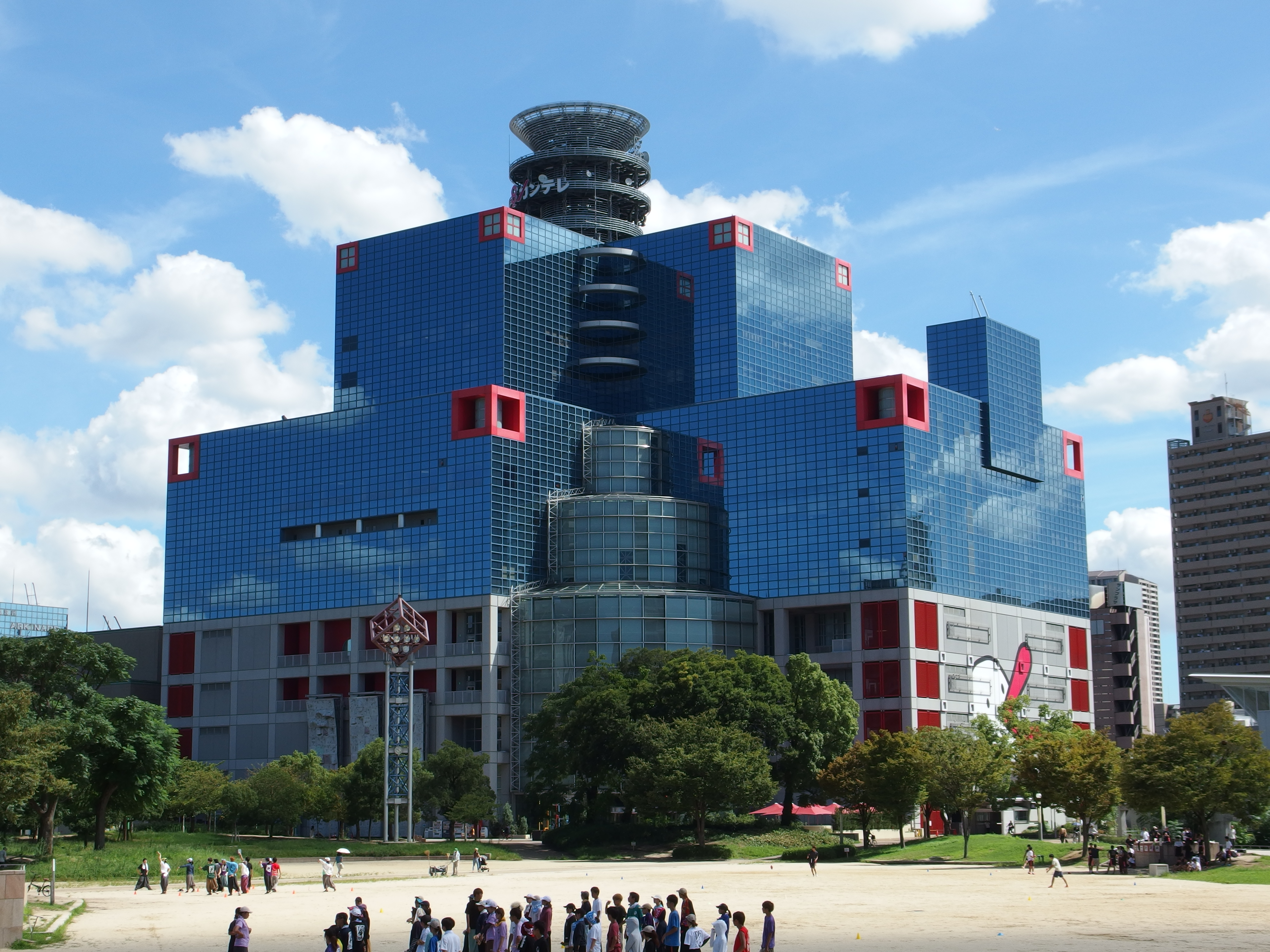
關西電視台總部位於扇町公園內

關西電視台現總部和大阪兒童廣場共用一座建築，於1994年10月7日動工，1997年4月1日竣工:30。這座建築地上部分有14層，地下部分有2層，高95米:7。建築整體佔地面積7,400.92平方公尺，總樓面面積51,751.67平方公尺（其中關西電視台專用使用面積27,500平方公尺），由竹中工務店施工:7。工程總計耗資約240億日元，其中80億是由通過公司債籌得，160億是由關西電視台自行負擔:126。關西電視台使用這座建築的B1至3層、13層的部分空間，以及6至12層全部空間:7。大樓1層設有關西電視台的大型攝影棚。面積達661平方公尺:10-11。關西電視台的節目製作機能集中在6層，設有第一攝影棚和第二攝影棚兩座攝影棚:12-15。新聞部門及新聞專用攝影棚位於7層:16-17。編成局、製作局、員工食堂位於8層:18-19。關西電視台的主控室設在大樓的9層，全部節目的訊號均從這裡發射:20-21。各事務部門則位於10至12層:22-23。每個樓層均有自己的代表顏色，6層是黃色、7層是青綠色、8層是綠色、9層是紫色、10層是紅色、11層是藍色:24-25。
扇町總部所在的土地系大阪市政府將市有地信託給住友信託銀行等機構管理。2008年8月5日，關西電視台以216億日元的價格從住友信託銀行購得總部所在土地及建築:204。

## 重大事件

### 《發掘！真有其事大百科II》造假事件
2007年1月7日，關西電視台在節目《發掘！真有其事大百科II》（關西電視台製作，通過FNS向日本全國播出）中介紹吃納豆可以減肥的資訊。這集節目在關西取得17.4%、關東取得14.5%的高收視率，播出之後出現日本各地超市納豆脫銷的情況:237。然而節目播出之後，《週刊朝日》於1月12日對關西電視台提出採訪要求。《週刊朝日》採訪了該節目中出場的美國大學教授，後者表示並未說過納豆可以減肥的言論。關西電視台此後詢問節目製作公司日本TELEVISION WORKSHOP，節目製作人承認納豆減肥的相關內容系捏造:237。關西電視台為此在1月20日緊急召開記者會，承認捏造事實並公開道歉:237。1月22日，該節目主要贊助商之一的花王宣布不再贊助該節目:237。1月23日，關西電視台宣布停播《發掘！真有其事大百科II》:237。但該事件愈演愈烈，以至於總務省開始進行調查:238-239。3月23日，據外部調查委員會的報告書，《發掘！真有其事大百科II》共有16件偽造疑案，其中5件是虛假翻譯配音，4件是篡改實驗數據，7件是不適當的實驗及表現手法:241。3月27日，日本民間放送聯盟決定開除關西電視台的民放聯會員資格，並在4月19日正式公佈這一決定。關西電視台成為靜岡第一電視台之後第二家被民放聯開除的電視台:242-243。3月30日，總務省以違反《放送法》為由，對關西電視台提出警告處分:241。4月3日，關西電視台時任社長千草宗一郎引咎辭職。同一天關西電視台播出了70分的特別節目，解釋捏造事件的理由及經過:241。
由於負責轉播奧運會、國際足總世界盃的日本廣播聯合體僅限NHK及日本民間放送聯盟成員參加，因此若關西電視台持續處在被民放聯開除的狀態，將導致關西地區觀眾無法收看富士電視系轉播的北京奧運賽事的事態發生。為此關西電視台在2008年1月30日申請重新加入民放聯，並在同年4月14日以停止會員活動的前提條件重新加入民放聯，得以轉播北京奧運會賽事:248。2008年10月27日，關西電視台完全重新成為民放聯會員:250。

### 節目侵犯人權
2005年，關西電視台節目《隆仁超感動》在播出杉田薫一集時，杉田前夫鮎川純太認為節目內容侵害人權，要求關西電視台訂正節目內容並道歉，但被關西電視台拒絕。此後鮎川對放送倫理·番組向上機構（BPO）人權委員會提出人權救濟要求。BPO在2006年認為關西電視台侵犯了鮎川的人權，對關西電視台做出「勸告處分」。《隆仁超感動》的後繼節目《超感動峰會》在2020年1月亦被BPO認為違反廣播倫理。

## 註释
1. ↑  創辦時公司名為「大關西電視放送株式會社」
2. ↑  富士電視台系列第一家開播的電視台是西日本電視台，但該台在開播之初是日本電視台系列成員。
3. ↑  「三冠」指全日（6:00-24:00）、黃金時間（19:00-22:00）、晚間時段（19:00-23:00）三個時段皆獲得收視率第一。

## 外部連結
- 官方网站（日語）（英文）
- 關西電視台的X（前Twitter）
- 關西電視台的Facebook專頁
- 關西電視台的Instagram帳戶
- YouTube上的關西電視台頻道